# Discografia de Mac DeMarco
O músico canadense Mac DeMarco lançou quatro álbuns de estúdio, dois álbuns ao vivo, três compilações, cinco extended plays (EP), três singles, e dezessete clipes musiciais.
Seus EP de 2012 e 2015 foram bem recebidos por críticos bem como seu segundo e terceiro álbum de estúdio.

## Álbuns

### Álbuns de estúdio
| Título | Detalhes | Posição entre os mais vendidos | Posição entre os mais vendidos | Posição entre os mais vendidos | Posição entre os mais vendidos | Posição entre os mais vendidos | Posição entre os mais vendidos | Posição entre os mais vendidos | Posição entre os mais vendidos | Posição entre os mais vendidos | Posição entre os mais vendidos | Vendas        |
| Título | Detalhes | CAN                            | AUS                            | BEL (Fla.)                     | BEL (Wal.)                     | FRA                            | IRL                            | HOL                            | ESC                            | RU                             | EUA                            | Vendas        |
| --- | --- | ------------------------------ | ------------------------------ | ------------------------------ | ------------------------------ | ------------------------------ | ------------------------------ | ------------------------------ | ------------------------------ | ------------------------------ | ------------------------------ | ------------- |
| Ying YangMV                                                                                                   | - Lançamento: 13 de Dezembro de 2010 (Mundial) - Gravadora: independente - Formatos: downloadI                  | —                              | —                              | —                              | —                              | —                              | —                              | —                              | —                              | —                              | —                              |               |
| 2 | - Lançamento: 16 de Outubro de 2012 (US) - Gravadora: Captured Tracks - Formatos: download, CD, LP              | —                              | —                              | —                              | —                              | —                              | —                              | —                              | —                              | —                              | —                              |               |
| Salad Days | - Lançamento: 28 de Março de 2014 (Alemanha) - Gravadora: Captured Tracks - Formatos: download, CD, LP, cassete | —                              | —                              | 94                             | 147                            | —                              | —                              | —                              | —                              | 90                             | 30                             | - EUA: 51,000 |
| This Old Dog                                                                                                  | - Lançamento: 5 de May de 2017 (Mundial) - Gravadora: Captured Tracks - Formatos: download, CD, LP, cassete     | 27                             | 23                             | 72                             | 75                             | 144                            | 14                             | 48                             | 19                             | 21                             | 29                             |               |
| Here comes the Cowboy                                                                                         | - Lançamento: 10 de Maio de 2019(Mundial) - Gravadora: Mac's Record Label - Formatos: download, CD, LP, cassete | 24                             | 25                             | 22                             | 98                             | 129                            | 37                             | 42                             | 15                             | —                              | 10                             |               |
| "—" marca uma publicação que não chegou a lista dos mais vendidos ou não foi lançada no território em questão | |                                |                                |                                |                                |                                |                                |                                |                                |                                |                                |               |

### Álbuns ao vivo
| Título                    | Detalhes                                                                                            |
| ------------------------- | --------------------------------------------------------------------------------------------------- |
| Live at Russian Recording | - Lançamento: 23 de Julho de 2013 (US) - Gravadora: Jurassic Pop - Formatos: Cassette               |
| Live and Acoustic Vol. 1  | - Lançamento: 8 de Novembro de 2013 (US) - Gravadora: Captured Tracks - Formatos: download, cassete |

### Mini-LPs
| Título      | Detalhes | Posição entre os mais vendidos | Posição entre os mais vendidos | Posição entre os mais vendidos | Posição entre os mais vendidos | Posição entre os mais vendidos | Posição entre os mais vendidos | Posição entre os mais vendidos | Posição entre os mais vendidos | Posição entre os mais vendidos | Posição entre os mais vendidos | Vendas        |
| Título      | Detalhes | AUS                            | BEL (Fla.)                     | FRA                            | IRL                            | RU                             | EUA                            | EUA Alt.                       | US Indie                       | EUA Rock                       | EUA Taste                      | Vendas        |
| ----------- | --- | ------------------------------ | ------------------------------ | ------------------------------ | ------------------------------ | ------------------------------ | ------------------------------ | ------------------------------ | ------------------------------ | ------------------------------ | ------------------------------ | ------------- |
| Another One | - Lançamento: 7 de Agosto de 2015 (Mundial) - Gravadora: Captured Tracks - Formatos: download, CD, Mini-LP, cassete | 24                             | 120                            | 124                            | 56                             | 24                             | 25                             | 1                              | 1                              | 1                              | 2                              | - EUA: 13,000 |

### Compilações
| Título             | Detalhes                                                                                           |
| ------------------ | -------------------------------------------------------------------------------------------------- |
| EyeballingMV       | - Lançamento: 2 de Novembro de 2010 (Mundial) - Gravadora: independente - Formatos: download       |
| 2 Demos            | - Lançamento: 31 de Agosto de 2013 (US) - Gravadora: Captured Tracks - Formatos: download, cassete |
| Salad Days Demos   | - Lançamento: 17 de Junho de 2014 (US) - Gravadora: Captured Tracks - Formatos: download           |
| Another (Demo) One | - Lançamento: 16 de Abril de 2016 (US) - Gravadora: Captured Tracks - Formatos: LP, cassete        |

## EPs
| Título                   | Detalhes                                                                                          |
| ------------------------ | ------------------------------------------------------------------------------------------------- |
| Heat Wave!MV             | - Lançamento: 30 de Abril de 2009 (Mundial) - Gravadora: independente - Formatos: download, CD-R  |
| Eating Like a KidMV      | - Lançamento: 1 de Janeiro de 2010 (Mundial) - Gravadora: independente - Formatos: download, CD-R |
| Bossa YeyeMV             | - Lançamento: 1 de Novembro de 2010 (Mundial) - Gravadora: independente - Formatos: download      |
| Rock and Roll Night Club | - Lançamento: 13 de Março de 2012 (US) - Gravadora: Captured Tracks - Formatos: download, CD, LP  |
| Some Other Ones          | - Lançamento: 8 de Julho de 2015 (Mundial) - Gravadora: independente - Formatos: download         |

## Singles

### Singles
| Título             | Ano  | Álbum                    |
| ------------------ | ---- | ------------------------ |
| "Only You"         | 2012 | Rock and Roll Night Club |
| "My Kind of Woman" | 2012 | 2                        |
| "Young Blood"      | 2013 | Non-album single         |

### Singles promocionais
| Título               | Ano  | Álbum        |
| -------------------- | ---- | ------------ |
| "My Old Man"         | 2017 | This Old Dog |
| "This Old Dog"       | 2017 | This Old Dog |
| "On the Level"       | 2017 | This Old Dog |
| "One More Love Song" | 2017 | This Old Dog |

## Clipes musicais
| Título                        | Ano  | Diretor        |
| ----------------------------- | ---- | -------------- |
| "Exercising With My Demons"   | 2011 | Evan Prosofsky |
| "Only You"                    | 2012 | Evan Prosofsky |
| "She's Really All I Need"     | 2012 | Pierce McGarry |
| "European Vegas"              | 2012 | Angus Borsos   |
| "Rock and Roll Night Club"    | 2012 | Jason Harvey   |
| "Ode to Viceroy"              | 2012 | Jasper Baydala |
| "Dreamin'"                    | 2013 | Jason Harvey   |
| "My Kind of Woman"            | 2013 | Alex Lill      |
| "Passing Out Pieces"          | 2014 | Pierce McGarry |
| "Chamber of Reflection"       | 2014 | Desconhecido   |
| "This Guy's in Love with You" | 2014 | Desconhecido   |
| "Another One"                 | 2015 | Mac DeMarco    |
| "I Was a Fool to Care"        | 2016 | Desconhecido   |
| "It's Gonna Be Lonely"        | 2016 | Jim Larson     |
| "This Old Dog"                | 2017 | Mac DeMarco    |
| "One Another"                 | 2017 | Pierce McGarry |
| "This Old Dog"                | 2017 | Rachel Rossin  |
| "Nobody"                      | 2019 | Cole Kush      |
| "Here Comes the Cowboy"       | 2019 | Cole Kush      |